# 中央台鹿島
中央台鹿島（ちゅうおうだい かしま）は、福島県いわき市の町丁である。郵便番号は970-8043。

## 地理
いわき市中央部の平地区に属し、地区内南部に位置する。北で中央台飯野、平上高久、東で中央台高久、南で鹿島町上蔵持、鹿島町下蔵持、鹿島町走熊、西で鹿島町下矢田とそれぞれ隣接する。丘陵地に大規模に造成されたいわきニュータウン（中央台団地）のうち、中央台飯野に続き南部に造成された区域であり、旧来の大字から分離して設置された。ニュータウン内において県立いわき公園より南側を占め、東西に横断する一級市道荒神作勝負作線より南側が西より一、二丁目、北側が三丁目である。県立いわき公園やいわき市暮らしの伝承郷は当地域には含まれておらず、北側の中央台飯野、平上高久との境界部に鹿島町走熊、鹿島町下矢田の飛地が存在する。内郷御厩町に所在するいわき中央警察署及び平字正内町に所在する平消防署がそれぞれ管轄にあたる。

### 湖沼
- 走熊防災調整池

## 歴史
- 1988年12月 - 宅地造成に伴い平上高久、鹿島町下矢田、鹿島町走熊、鹿島町下蔵持、鹿島町上蔵持から順次分離され新設される[4][5]。

## 世帯数と人口
2023年10月31日現在の世帯数と人口は以下の通りである。
| 大字       | 世帯数   | 人口   |
| ---------- | -------- | ------ |
| 中央台鹿島 | 1892世帯 | 4420人 |

## 小・中学校の学区
市立小・中学校に通う場合、学区は以下の通りとなる。
| 番地 | 小学校                   | 中学校                   |
| ---- | ------------------------ | ------------------------ |
| 全域 | いわき市立中央台南小学校 | いわき市立中央台南中学校 |

## 交通

### 道路
- 福島県道378号高久鹿島線
- 一級市道荒神作勝負作線

### バス
新常磐交通路線バス
- （ラパークいわき方面） - 中央台南中 - 暮らしの伝承郷入口 - （小名浜方面）
  - ＮＴ～鹿島ＳＣ～小名浜

- （いわき駅方面） - 中央台南中 - 暮らしの伝承郷入口 - （ラパークいわき方面）
  - いわき駅～医療創生大～ラパーク

- （ラパークいわき方面） - 木のまち - おおはた公園 - 鹿島二丁目 - ぷろばんす56 - 鹿島三丁目東 - 鹿島三丁目中央 - 鹿島三丁目 - 鹿島三丁目西 - 鹿島一丁目 - 鹿島一丁目南 - 児童公園前 - 中央台鹿島 - （いわき駅方面）
  - ＮＴ～いわき駅～好間工業団地
  - ＮＴ～いわき駅～内郷駅
  - ＮＴ～高専～いわき駅～磐城高校
  - ＮＴ～草木台～湯本高校
  - ＮＴ～内郷駅
  - ＮＴ～八ツ坂～いわき～昌平中高
  - ＮＴ～八ツ坂～平商業高校
  - いわき駅～高専～飯野～ＮＴ
  - いわき駅～八ツ坂～飯野～ＮＴ
  - 郷ヶ丘～ＮＴ～泉駅～秀英高校

## 施設
- いわき市立中央台南中学校
- いわき市立中央台南小学校
- ありす幼稚園
- 市営中央台第2団地